# 이렌 졸리오퀴리

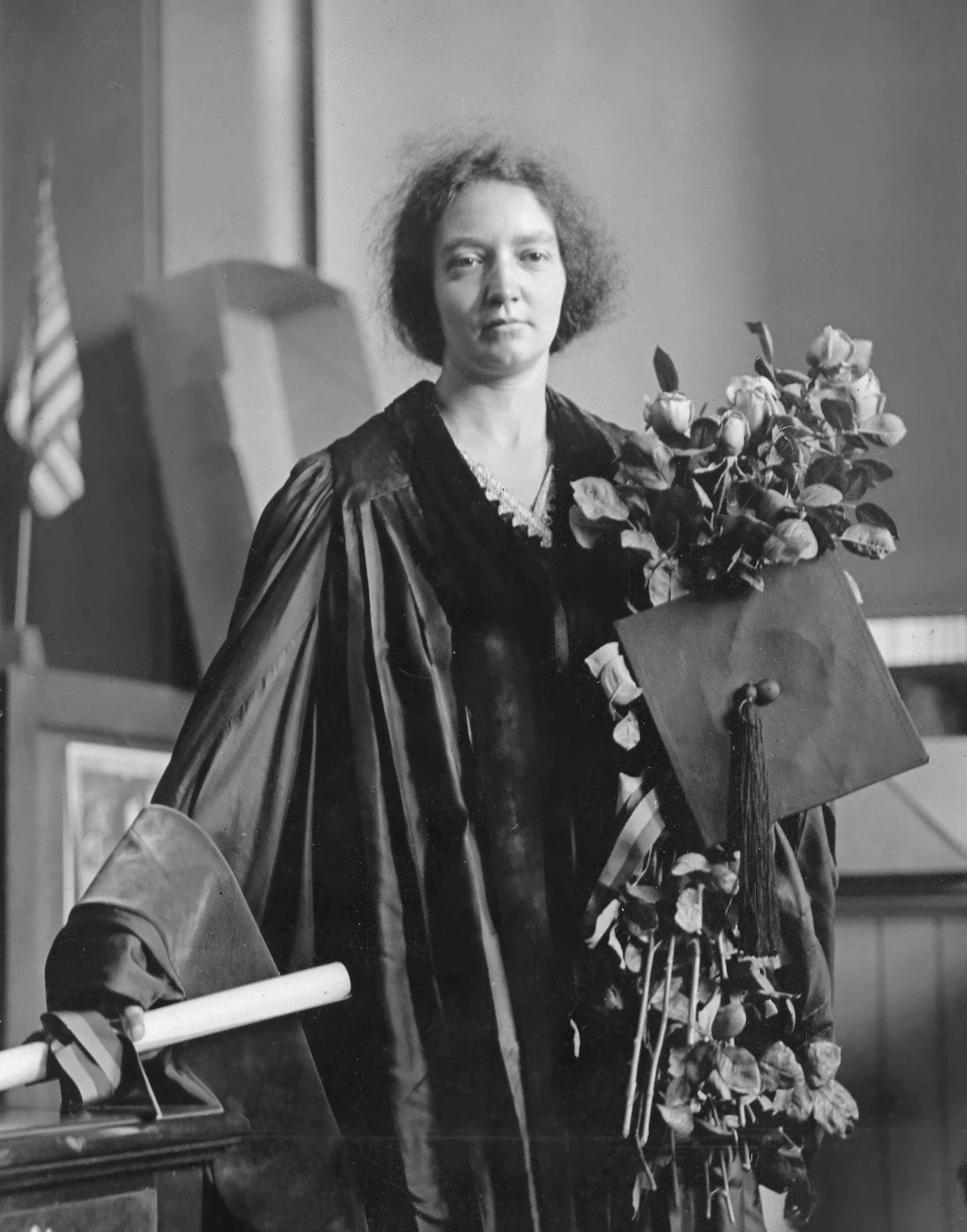
이렌 졸리오퀴리 (1921년)

이렌 졸리오퀴리(프랑스어: Irène Joliot-Curie, 1897년 9월 12일 ~ 1956년 3월 17일)는 프랑스 파리 출생의 원자물리학자이다. 아버지는 피에르 퀴리, 어머니는 마리 퀴리이다. 성씨 졸리오퀴리는 남편과 함께 쓰는 성이다. 배우자는 프레데리크 졸리오퀴리이다.
파리 대학에서 폴로늄의 알파 입자에 관해 연구해 학위를 취득하였고, 1926년 어머니의 조수였던 프레데리크 졸리오와 결혼하였다. 1935년, '인공 방사선 원소의 연구'로 남편과 함께 노벨 화학상을 수상하였다. 1936년, 어머니의 후임으로 파리 대학 교수에 취임하였으며, 레지옹 도뇌르 훈장을 수훈하였다. 오랜 세월에 걸친 방사능 연구로 인한 백혈병으로 1956년 사망하였다.

## 생애

### 연구
1924년 박사 학위가 거의 끝나갈 무렵 이렌 퀴리는 나중에 결혼하게 될 젊은 화학 공학자 프레데리크 졸리오에게 방사성 화학 연구에 필요한 정밀 실험실 기술을 가르쳐 달라는 요청을 받았다. 1928년부터 졸리오퀴리와 그녀의 남편 프레데리크는 원자핵 연구에 대한 연구 노력을 결합했다. 1932년에 졸리오퀴리와 그녀의 남편 프레데리크는 마리의 폴로늄에 대한 모든 접근 권한을 가졌다. 양전자를 확인하기 위해 감마선을 사용하여 실험을 수행했다. 그들의 실험은 양전자와 중성자를 모두 식별했지만 결과의 중요성을 해석하는 데 실패했으며 발견은 나중에 각각 칼 데이비드 앤더슨과 제임스 채드윅에 의해 주장되었다. 이러한 발견은 1897년 J. J. 톰슨의 전자 발견과 함께 마침내 존 달턴의 원자 모델을 고체 구형 입자로 대체했기 때문에 실제로 위대함을 확보했을 것이다.
그러나 1933년에 졸리오퀴리와 그녀의 남편은 중성자의 정확한 질량을 처음으로 계산했다. 이들은 계속해서 과학계에 이름을 올리려고 노력했다. 그렇게 함으로써 그들은 그들이 수행한 흥미로운 실험으로부터 새로운 이론을 발전시켰다. 알루미늄에 알파선을 가하는 실험에서 양성자만 검출된다는 사실을 발견했다. 감지할 수 없는 전자와 양전자 쌍을 기반으로 그들은 양성자가 중성자와 양전자로 변했다고 제안했다. 1933년 10월 후반에 이 새로운 이론이 제7차 솔베이 회의에서 발표되었다. 솔베이 회의는 물리학 및 화학 커뮤니티의 저명한 과학자들로 구성되었다. 이렌과 그녀의 남편은 그들의 이론과 결과를 동료 과학자들에게 발표했지만, 참석한 46명의 과학자 대부분으로부터 그들의 발견에 대한 비판을 받았다. 그러나 그들은 나중에 논쟁의 여지가 있는 이론을 세울 수 있었다.
1934년에 졸리오퀴리와 그녀의 남편은 마침내 과학 역사에서 그들의 자리를 확정한 발견을 했다. 자연적으로 발생하는 방사성 원소를 분리한 마리와 피에르 퀴리의 작업을 바탕으로 졸리오 퀴리 부부는 한 원소를 다른 원소로 바꾸는 연금술사의 꿈을 실현했다. . 알루미늄의 천연 안정 동위원소에 알파 입자(즉, 헬륨 핵)를 조사하면 불안정한 인 동위원소가 생성된다: 27Al + 4He → 30P + 1n. 이 발견은 공식적으로 양전자 방출 또는 베타 붕괴로 알려져 있으며 방사성 핵의 양성자가 중성자로 바뀌고 양전자와 전자 중성미자를 방출한다. 그때까지 의학에 사용하기 위한 방사성 물질의 응용이 증가하고 있었고 이 발견으로 방사성 물질을 빠르고 저렴하고 풍부하게 만들 수 있었다. 1935년 노벨 화학상은 과학계로부터 명성과 인정을 받았고 졸리오퀴리는 과학부 교수직을 수여받았다.
이렌의 그룹은 오토 한, 리제 마이트너, 프리츠 슈트라스만이 이끄는 별도의 독일 물리학자 그룹을 이끄는 라듐 핵에 대한 연구를 개척하여 핵분열, 즉 막대한 양의 에너지를 방출하는 핵 자체의 분열을 발견했다. 리제 마이트너의 현재 유명한 계산은 핵분열이 가능하다는 것을 보여주는 이렌의 결과를 실제로 반증했다.
1948년에 졸리오퀴리와 그녀의 남편은 다른 과학자들과 함께 핵분열에 대한 연구를 통해 최초의 프랑스 원자로를 만들었다. 이들은 프로젝트를 담당하는 조직인 원자력에너지워원회 CEA(Commissariat à l'énergie atomique)의 일부였다. 이렌은 CEA의 위원이었고 이렌의 남편인 프레데리크는 CEA의 이사였다. 원자로 Zoé(Zéro énergie Oxyde et Eau lourde)는 핵분열을 사용하여 5킬로와트의 전력을 생성했다. 이것은 프랑스의 전력원으로서 원자력의 시작이었다. 졸리오퀴리와 그녀의 남편의 작업으로 인해 2020년 프랑스는 원자력 에너지에서 전기의 약 75%를 생성한다. 프랑스는 또한 잉여 에너지를 다른 유럽 국가에 수출한다.
수년 동안 방사성 물질과 밀접하게 작업한 끝에 졸리오퀴리는 결국 백혈병 진단을 받았다. 그녀는 1946년 그녀의 실험실 벤치에서 봉인된 원소 캡슐이 폭발했을 때 실수로 폴로늄에 노출되었다. 항생제 치료와 일련의 수술로 그녀의 고통은 일시적으로 완화되었지만 그녀의 상태는 계속 악화되었다. 그럼에도 불구하고 졸리오퀴리는 작업을 계속했으며 1955년 현재 파리 남쪽에 있는 파리-사클레 대학교의 일부인 오르세 과학 학부에서 새로운 물리학 실험실에 대한 계획을 세웠다.

## 같이 보기
- 마리 퀴리
- 피에르 퀴리
- 프레데리크 졸리오퀴리
- 이브 퀴리